# СПБУ Арктическая
СПБУ Арктическая – російська самопідіймальна бурова установка, споруджена на замовлення «Газпрому».

## Загальні відомості
Основу судна спорудили в 2011 році на Сєвєродвінському судоремонтному заводі «Звёздочка», після чого до 2014-го провадили добудову на розташованому в Мурманську 35-му судоремонтному заводі.
За своїм архітектурно-конструктивним типом судно відноситься до самопідіймальних. Воно має три опори та може діяти в районах з глибинами від 7 до 100 метрів. 
Розміщена на борту бурова установка дозволяє здійснювати спорудження свердловин глибиною 6,5 км. «СПБУ Арктическая» обладнана кантилевером – виносною консоллю для бурового обладнання, яка дозволяє провадити роботи над існуючими нафтовими платформами, при цьому існує можливість споруджувати з однієї точки 12 свердловин.
Силова установка «СПБУ Арктическая» базується на 3 дизелях Коломенського заводу потужністю по 2 МВт, крім того, існує один аварійний двигун потужністю 0,245 МВт та два двигуна для використання на стоянці потужністю по 0,35 МВт.
Судно є несамохідним, тому пересування до місця виконання робіт повинне здійснюватись шляхом буксирування, яке можливе при висоті хвиль до 6 метрів та швидкості вітра до 23 м/с. «СПБУ Арктическая» здатна витримувати шторм з максимальною висотою хвиль до 18 метрів та швидкості вітра до 46 м/с. При опущених на 32 метри опорах судно здатне здійснювати штормовий дрейф при висоті хвиль до 12 метрів та швидкості вітра до 33 м/с.
На борту може проживати 90 осіб.
Автономність судна по запасах палива 45 діб, по технологічних запасах 30 діб.
«СПБУ Арктическая»  має майданчик для гелікоптерів.

## Служба судна
З 2014 по 217 роки «СПБУ Арктическая» працювала для компанії «Лукойл-Калининградморнефть» на Балтійському морі, де спорудила 8 свердловин. Відомо, що з жовтня 2014 по жовтень 2015 вона пробурила 5 розвідувальних свердловин, які дозволили виявити 4 родовища. Наступний буровий сезон припав на 2016 – 2017 роки, коли спорудили 3 свердловини, зокрема, пошуково-оцінювальної свердловини глибиною 2,8 км та двох свердловин на структурі D-33, одна з яких мала глибину 2,5 км.
Після робіт на Балтиці «СПБУ Арктическая» на судні для перевезення негабаритних вантажів «Хiang He Kou» доправили до Сінгапуру, де на верфі Keppell воно пройшло ремонт. Далі установку на судні «Albatros» доправили до Мурманська і з 2018-го установка почала працювати для «Газпрому» на північному шельфі, де через суворі кліматичні умови буровий сезон триває лише кілька місяців у другій половині літа – осені.
В 2018-му судно пробурило у Карському морі в районі з глибиною моря 24 метра свердловину Нярмейська-1 глибиною 2150 метрів, яка дозволила відкрити гігантське Нярмейське газове родовище.
В 2019-му «СПБУ Арктическая» пробурила у Карському морі в районі з глибиною моря 15метра свердловину Скуратовская-1 глибиною 2500 метрів, що відкрила гігантське родовище 75 років Перемоги. В 2020-му судно проходило підготовку, а в 2021-му спорудило пошуково-оцінювальну свердловину на Скуратовській площі.
В 2023-му з «СПБУ Арктическая» в Карському морі на родовищі імені В. Дінкова спорудили розвідувальну свердловину №7, яка показала припливи вуглеводнів із продуктивних пластів.